# Cewice
Cewice (dodatkowa nazwa w j. kaszub. Céwice, niem. Zewitz) – wieś kaszubska w Polsce położona w województwie pomorskim, w powiecie lęborskim, w gminie Cewice przy trasie drogi wojewódzkiej nr 212. Miejscowość jest siedzibą gminy Cewice. Na zachód od Cewic przebiegała trasa nieczynnej linii kolejowej nr 237 Lębork-Bytów. Miejscowość obsługiwana była przez znajdującą się w niedalekim Kamieńcu stację kolejową. W pobliskich Siemirowicach znajduje się lotnisko wojskowe. Miejscowość położona jest w północnej części Kaszub, zwanej Nordą.
W latach 1954–1972 wieś należała i była siedzibą władz gromady Cewice. W latach 1975–1998 miejscowość administracyjnie należała do województwa słupskiego.
W starym parku neoklasycystyczny parterowy dwór z 1880 z dwukondygnacyjnym ryzalitem poprzedzonym owalną werandą. W pobliżu neogotycki kościół z II poł. XIX w. 

## Historia
Pierwsze wzmianki pochodzą już z 1362 r. w akcie nadawania dóbr cewickich braciom Grela. Ród ten był właścicielem wsi do połowy XVIII wieku. Do 1945r. majątek należał do fabrykanta Rudolfa Sinnera, który mieszkał w pałacu wybudowanym około 1880 r. W 1939 r. w podziemiach cewickiego pałacu zamęczono przez Niemców ks. prałata Edmunda Roszczynialskiego.

## Zabytki
We wsi znajduje się pałac wybudowany w okolicach 1880 roku w którym aktualnie mieści się szkoła. Budynek jest położony na obrzeżu na otaczającego go parku. W pałacowym parku znajduje się obelisk miejsce pochówku ks. prałata Edmunda Roszczynialskiego z Wejherowa.
We wsi można spotkać do dziś tradycyjne budownictwo ryglowe, jego przykładem jest zabytkowy spichlerz podworski, w którym mieści się obecnie Gminne Centrum Kultury i kawiarnia.